# Кимбърлит
Кимбърлитът е магмена скала и рядък вариант на перидотит. Известно е най-вече с това, че е основната приемна матрица за диаманти. Наречен е на град Кимбърли в Южна Африка, където през 1869 г. е открит 83,5 каратовият диамант, наречен Звездата на Южна Африка, предизвикал диамантена треска и копаенето на открита мина, наречена Голямата дупка. Преди това терминът кимбърлит неправилно е използван за разновидности на оливин.
Кимбърлитът се среща в земната кора във вертикални структури, известни като кимбърлитови тръби, както и магмени дайки. Кимбърлитът се среща и като хоризонтални силове. Кимбърлитовите тръби са най-важният източник на добив на диаманти днес. Консенсусът за кимбърлитите е, че те се образуват дълбоко в мантията. Образуването се случва на дълбочини между 150 и 450 km, потенциално от аномално обогатени състави на мантията, които изригват бързо и бурно, често със значително количество въглероден диоксид и други летливи компоненти. Именно тази дълбочина на топене и образуване обуславят склонността на кимбърлитите да съдържат диамантени ксенокристали.
Въпреки относителната си рядкост, кимбърлитът е привлякъл вниманието, защото служи като носител на диаманти и ксенолити на гранат от мантията към повърхността на Земята. Фактът, че кимбърлитът вероятно произлиза от дълбочини, по-големи от тези на всеки друг вид магмена скала, както и екстремният състав на магмата, който се изразява в ниско съдържание на силициев диоксид и високи нива на обогатяване с несъвместими елементи, правят разбирането на кимбърлитовата петрогенеза важно. В това отношение изследването на кимбърлита има потенциала да предостави информация за състава на дълбоката мантия и процесите на топене, протичащи на или близо до повърхността между кратонната континентална литосфера и основната астеносферна мантия.

## Морфология и вулканология
Морфологията на кимбърлитовите тръби и тяхната класическа удължена форма е резултат от експлозивен вулканизъм от много дълбоки източници, произхождащи от мантията. Тези вулканични експлозии произвеждат вертикални колони от скали. Изригванията, образуващи тези тръби, разрушават околната скала, докато тя експлодира, извеждайки непроменени ксенолити от перидотит на повърхността. Тези ксенолити предоставят ценна информация на геолозите за условията и състава на мантията. В рамките на 1,5 – 2 km от повърхността, магмата експлодира вертикално под високо налягане и се разширява, за да образува конична до цилиндрична диатрема, която изригва на повърхността. Проявлението на повърхността рядко се запазва, но обикновено е подобно на вулкан маар. Кимбърлитовите дайки и силове могат да бъдат тънки (1 – 4 метра), докато кимбърлитовите тръби са с диаметър от 75 метра до 1,5 километра.

## Петрология
Както местоположението, така и произходът на кимбърлитните магми са предмет на спорове. Тяхното изключително обогатяване и геохимия водят до множество спекулации относно техния произход. 

## Геохимия
Геохимията на кимбърлитите се определя от следните параметри:
- ултраосновен, MgO >12% и обикновено >15%;
- ултракалиев, моларен K 2 O/Al 2 O 3 >3;
- почти примитивен Ni (>400 ppm), Cr (>1000 ppm), Co (>150 ppm);
- обогатяване с редкоземни елементи;[6]
- умерено до високо обогатяване с голям йонен литофилен елемент (LILE)[7], ΣLILE = >1000 ppm;
- високи нива на H2O и CO2 .

## Стопанско значение
Кимбърлитите са най-важният източник на първични диаманти. Много кимбърлитови тръби произвеждат богати алувиални или елувиални диамантени разсипи. Около 6400 кимбърлитови тръби са открити в света, от тях около 900 са класифицирани като диамантени, а от тях малко над 30 са достатъчно значими икономически за добив на диаманти.
Находището в Кимбърли, Южна Африка, е първото признато находище, дало и името на скалата. Диамантите Кимбърли първоначално са открити в изветрял кимбърлит, оцветен в жълто от лимонит. По-дълбоките разкопки се натъкват на по-малко променена скала, серпентинизиран кимбърлит, която има синьо оцветяване. Жълтият смлян кимбърлит е лесен за разпадане и е първият източник на диаманти, който се добива. Синият смлян кимбърлит трябва да премине през каменотрошачки, за да се извлекат диамантите.
И синята, и жълтата земя са богати носители на диаманти. След изчерпването на жълтата почва, в края на XIX век миньорите случайно пробиват в синята земя и откриват големи количества диаманти с качество на скъпоценни камъни. Икономическата ситуация по онова време е такава, че с потопа от открити диаманти миньорите подбиват взаимно цените си и в крайна сметка за кратко време.намаляват стойността на диамантите до себестойност.